# Craugastorinae
Craugastorinae Hedges, Duellman & Heinicke, 2008 è una sottofamiglia di anfibi dell'ordine degli Anuri.

## Distribuzione
Le specie di questa sottofamiglia vivono nei territori dall'Arizona al Texas e nel Centro e Sud America.

## Tassonomia
La sottofamiglia comprende 139 specie raggruppate in 3 generi:
- Craugastor Cope, 1862 (120 sp.)
- Haddadus Hedges, Duellman, and Heinicke, 2008 (3 sp.)
- Strabomantis Peters, 1863 (16 sp.)